# Club Baloncesto Guadalajara
El Club Baloncesto Guadalajara fue un equipo profesional de baloncesto con sede en Guadalajara (España). Desapareció tras finalizar la temporada 2010-2011 debido a las deudas económicas. La estructura de cantera la heredó el Guadalajara Basket, un equipo de nueva creación.

## Denominaciones
El CB Guadalajara ha competido a lo largo de su historia con distintas denominaciones, en función del patrocinador principal. 
- Guadalajara-OJE (1972-1975)
- Deportivo Guadalajara Lombrey (1975-1977)
- Guadalajara Aklis (1977-1978)
- Zoika Guadalajara (1978-1980)
- Caja de Guadalajara (1980-1985)
- CB Guadalajara (1985-1996)
- Agrosa Guadalajara (1996-1997)
- CB Guadalajara (1997-1998)
- Rayet Guadalajara (1998-1999)
- CB Guadalajara (1999-2000)
- Rayet Guadalajara (2000-2009)
- CB Guadalajara (2009-2011)

## Trayectoria
| Temporada | Nivel | División                     | Pos. | Postemporada                    | TR    | PO    | Copa       | Copa |
| --------- | ----- | ---------------------------- | ---- | ------------------------------- | ----- | ----- | ---------- | ---- |
| 1972-73   | 5     | Provincial                   | 1.º  | Ascenso                         | –     | –     | –          | –    |
| 1973-74   | 4     | 3.ª División                 |      | Descenso                        | –     | –     | –          | –    |
| 1974-75   | 5     | 1.ª Regional Interprovincial | 4.º  | –                               | –     | –     | –          | –    |
| 1975-76   | 5     | 1.ª Regional Interprovincial | 6.º  | –                               | –     | –     | –          | –    |
| 1976-77   | 5     | 1.ª Regional Interprovincial | 4.º  | –                               | –     | –     | –          | –    |
| 1977-78   | 5     | 1.ª Regional Interprovincial |      | Ascenso                         | –     | –     | –          | –    |
| 1978-79   | 4     | 3.ª División                 | 3.º  | –                               | –     | –     | –          | –    |
| 1979-80   | 4     | 3.ª División                 | 7.º  | –                               | –     | –     | –          | –    |
| 1980-81   | 4     | 3.ª División                 | 5.º  | –                               | –     | –     | –          | –    |
| 1981-82   | 4     | 3.ª División                 |      | Ascenso                         | –     | –     | –          | –    |
| 1982-83   | 3     | 2.ª División                 | 5.º  | –                               | –     | –     | –          | –    |
| 1983-84   | 3     | 2.ª División                 | 1.º  | Ascenso                         | –     | –     | –          | –    |
| 1984-85   | 2     | 1.ª División B               | 13.º | Descenso                        | 7-19  | –     | –          | –    |
| 1985-86   | 3     | 2.ª División                 | 1.º  | Ascenso                         | –     | –     | –          | –    |
| 1986-87   | 2     | 1.ª División B               | 11.º | –                               | 16-18 | –     | –          | –    |
| 1987-88   | 2     | 1.ª División B               | 13.º | Gr. D/ PO permanencia (19.º)    | 10-16 | 12-4  | –          | –    |
| 1988-89   | 2     | 1.ª División                 | 8.º  | Cuartos final (8.º)             | 17-13 | 1-2   | –          | –    |
| 1989-90   | 2     | 1.ª División                 | 9.º  | –                               | 15-15 | –     | –          | –    |
| 1990-91   | 2     | 1.ª División                 | 4.º  | Grupo A1/ PO permanencia (9.º)  | 18-12 | 2-7   | –          | –    |
| 1991-92   | 2     | 1.ª División                 | 11.º | Grupo B2 (10.º)                 | 15-15 | 5-1   | –          | –    |
| 1992-93   | 2     | 1.ª División                 | 1.º  | Grupo A2/Final (2.º)            | 21-7  | 12-6  | –          | –    |
| 1993-94   | 2     | 1.ª División                 | 13.º | (15.º)                          | 11-19 | –     | –          | –    |
| 1994-95   | 2     | Liga EBA                     | 3.º  | Fase clasificación (4.º)        | 17-9  | 5-5   | –          | –    |
| 1995-96   | 2     | Liga EBA                     | 7.º  | PO clasificación (7.º)          | 10-14 | 0-2   | –          | –    |
| 1996-97   | 3     | Liga EBA                     | 10.º | PO permanencia (11.º)           | 11-15 | 3-2   | –          | –    |
| 1997-98   | 3     | Liga EBA                     | 6.º  | PO clasificación (6.º)          | 12-10 | 1-2   | –          | –    |
| 1998-99   | 3     | Liga EBA                     | 4.º  | –                               | 20-10 | –     | –          | –    |
| 1999-00   | 3     | Liga EBA                     | 2.º  | Cuartos final (7.º)/ Ascenso    | 19-7  | 0-1   | –          | –    |
| 2000-01   | 3     | LEB 2                        | 12.º | –                               | 12-18 | –     | –          | –    |
| 2001-02   | 3     | LEB 2                        | 8.º  | Cuartos final (8.º)             | 16-14 | 0-3   | Copa LEB 2 | SF   |
| 2002-03   | 3     | LEB 2                        | 13.º | PO permanencia (13.º)           | 12-18 | 3-1   | –          | –    |
| 2003-04   | 3     | LEB 2                        | 10.º | –                               | 11-15 | –     | –          | –    |
| 2004-05   | 3     | LEB 2                        | 14.º | PO permanencia (15.º)/ Descenso | 9-21  | 2-3   | –          | –    |
| 2005-06   | 4     | Liga EBA                     | 3.º  | Cuartos final (8.º)             | 22-8  | 1-1-1 | –          | –    |
| 2006-07   | 4     | Liga EBA                     | 3.º  | Cuartos final (7.º)/ Ascenso    | 19-7  | 2-1   | –          | –    |
| 2007-08   | 4     | LEB Bronce                   | 3.º  | Semifinal (5.º)                 | 19-13 | 2-1   | –          | –    |
| 2008-09   | 4     | LEB Bronce                   | 13.º | Ascenso                         | 12-18 | –     | –          | –    |
| 2009-10   | 3     | LEB Plata                    | 11.º | (12.º)                          | 12-18 | –     | –          | –    |
| 2010-11   | 3     | LEB Plata                    | 13.º | –                               | 8-20  | –     | –          | –    |